# Serra da Estrela
A Serra da Estrela, situada na região do Centro (Região das Beiras), designa a cadeia montanhosa onde se encontram as maiores altitudes de Portugal Continental. O seu ponto mais elevado, com 1993 metros de altitude e denominado Torre, torna-a na segunda montanha mais alta de Portugal (apenas a Montanha do Pico, nos Açores, a supera em 358 metros). Faz parte da mais vasta cordilheira denominada Sistema Central, no subsistema designado como sistema montanhoso Montejunto-Estrela, que se desenvolve no sentido sudoeste-nordeste desde a serra de Montejunto, e o seu cume-pai é o Pico de Almançor. A serra da Estrela é uma zona de paisagem integrada no Parque Natural da Serra da Estrela, que após a sua constituição em 16 de Julho de 1976 se instituiu como a maior área protegida em solo português.
Além da neve, da fauna e flora extraordinárias, o viajante é também atraído pela orografia de proporções colossais ( vd. p.e. Cântaro Magro) bem como pela riqueza humana, cultural, histórica e gastronómica da região.
A Serra também é rica do ponto de vista hidrológico, deste maciço escorrem numerosas linhas de água. Quatro rios nascem na Serra da Estrela: o Rio Mondego; o Rio Zêzere; — que 200 Km a jusante é tributário do Rio Tejo—; o Rio Alva — que tributa ao Rio Mondego — e o Rio Alvôco, todos eles nascidos da mesma Serra. Beneficiam duas das três maiores bacias hidrográficas do país: Mondego e Tejo — e sem que se apercebam, todos os dias, os habitantes de Lisboa e Coimbra usufruem e dependem da água proveniente da Serra da Estrela.

## Território
A Serra da Estrela situa-se maioritariamente no distrito da Guarda (85% da sua área; 74 529,3 hectares), tendo também uma pequena área no distrito de Castelo Branco (15% da área; 13 762,4 hectares). Esta é uma divisão elaborada com base na área protegida de onde estão excluídas as áreas urbanas. Considerada apenas a orografia da serra a área em Castelo Branco será um pouco menor.
A Serra da Estrela insere-se no território de seis municípios: Guarda, Manteigas, Gouveia, Seia, Celorico da Beira e Covilhã, todos situados no distrito da Guarda exceto o último referido, que pertence ao distrito de Castelo Branco. Toda a região — e os seus municípios — possuem uma beleza natural e paisagística, com grande interesse turístico, antropológico e histórico.

## Elevação máxima
A Serra da Estrela atinge a sua cota de máxima altitude — 1993 metros acima do nível do mar — junto da Torre. Este ponto é limite de quatro freguesias: São Pedro (Manteigas), Loriga (Seia), Alvoco da Serra (Seia) e Unhais da Serra (Covilhã). Por esta razão, o ponto mais alto de Portugal Continental é partilhado pelos três municípios aos quais estas freguesias pertencem: Manteigas, Seia e Covilhã.
A altitude ortométrica correta da Serra da Estrela, neste ponto e arredondada ao metro, encontra-se com o valor de 1993 metros conforme rectificações introduzidas por medições realizadas pelo Instituto Geográfico do Exército, já surgidas em folha à escala 1:25 000 que editou em 1993 (folha n.º 223). Assim, a altitude correntemente aceite de 1991 metros, ainda muito divulgada, deve ser abandonada. Para completar os 2000 m foi construída uma torre de 9 metros.
Por vezes existe alguma confusão quanto ao concelho em que este local se situa alegando que o ponto limite dos três concelhos não se localiza no ponto mais alto da serra, mas uns metros ao lado. Porém, como é possível verificar na Carta Administrativa Oficial de Portugal, o ponto limite dos municípios é no centro da rotunda que fica lá no alto, ou seja, exatamente no sítio onde foi construída a torre de pedra, o ponto mais alto de Portugal Continental.

## História, lendas e mitos
Julga-se que corresponda à elevação a que os tratadistas romanos da Antiguidade chamavam de Montes Hermínios (Herminius Mons) ou "Montes de Hermes" (deus greco-latino dos pastores, também conhecido por Mercúrio). Esta região terá sido o berço do guerreiro lusitano Viriato, sendo as povoações de Loriga e Folgosinho as principais candidatas. É descrita em 1677 no livro "Epitome das Histórias Portuguesas": "Habitada pelos povos Hermínios dos vales profundos, encostas e picos do Monte Hermininio. O seu nome moderno, Serra da Estrela, deduz-se de uma rocha que superior a todas, termina no modo como a rocha pinta as estrelas.
A associação desta serra a uma estrela pode remontar à pré-história. Investigações Arqueológicas permitiram reconstruir uma imagem da vida no quinto milénio a.C, no Neolítico antigo, quando pequenas comunidades sobreviviam à base da caça e da recoleção, a recolha de bolota e outros frutos, e pastorícia migratória. Esta última sugere que estes "pastores" passariam os meses quentes nos pastos altos da Serra da Estrela, e o inverno nas cotas menos elevadas dos vales dos rios. A importância da Serra da Estrela na cultura Neolítica das Beiras pode ser observada na descoberta de Monumentos megalíticos do vale do Rio Mondego, em particular no Carregal do Sal, foram predominantemente construídos de modo a permitir que a Serra pudesse ser vista do interior das suas câmaras. Encontram-se também vestígios do Megalitismo, do período Calcolítico, nas margens do Rio Alva. Ao mesmo tempo, a estrela Aldebaran, a mais brilhante da constelação do Touro, nasceria sobre a Serra. O seu nascer, na alvorada, aconteceria em finais de Abril/inícios de Maio e este evento poderia ter sido usado para marcar a transição para climas mais quentes e, portanto, para os pastos da Serra da Estrela. Esta narrativa proveniente dos registos arqueológicos encontra-se no entanto bastante próxima das lendas e mitos que explicam o nome da serra.

## Outras informações genéricas

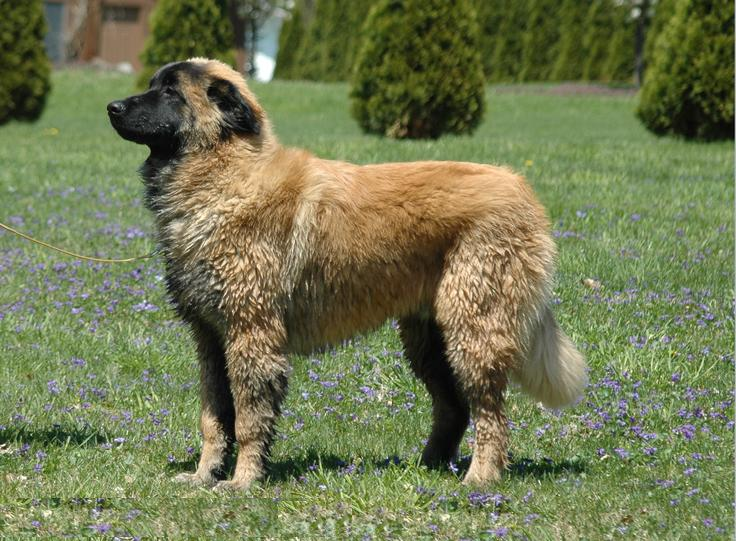
Cão da Serra da Estrela com 6 meses de idade.

Nas zonas mais altas da serra situa-se a Estância de Esqui Vodafone, a única estância de esqui de Portugal, desenvolvendo-se a mesma nas encostas da serra ir marcas inferiores a -20°C durante o rigoroso Inverno. Em Sameiro (Manteigas) localiza-se o Skiparque, outro local para a prática de esqui em Portugal.
O queijo da Serra da Estrela, considerado o imperador dos queijos portugueses, é produzido nesta região, que também possui uma raça de cães de guarda, o cão da Serra da Estrela que se enquadra no tipo molosso tal como o seu parente São-bernardo.
O cão e o queijo estão ligados ao tradicional pastoreio da ovelha bordalesa desta região. Trata-se de um pastoreio de características ancestrais e milenares, onde práticas como a transumância e a renovação de pastagens pelo fogo são comuns.
A desertificação humana da Serra tem levado ao abandono das práticas tradicionais, diminuindo consequentemente a genuinidade do produto queijo da Serra da Estrela, na sua versão de produção e venda massificadas que hoje encontramos nas grandes superfícies comerciais. É no entanto possível, ainda hoje, adquirir localmente um queijo de produção menos intensiva que mantém as características originais.
O drama do despovoamento humano encontra-se fielmente retratado no filme Ainda há Pastores (2006) de Jorge Pelicano.

## Turismo

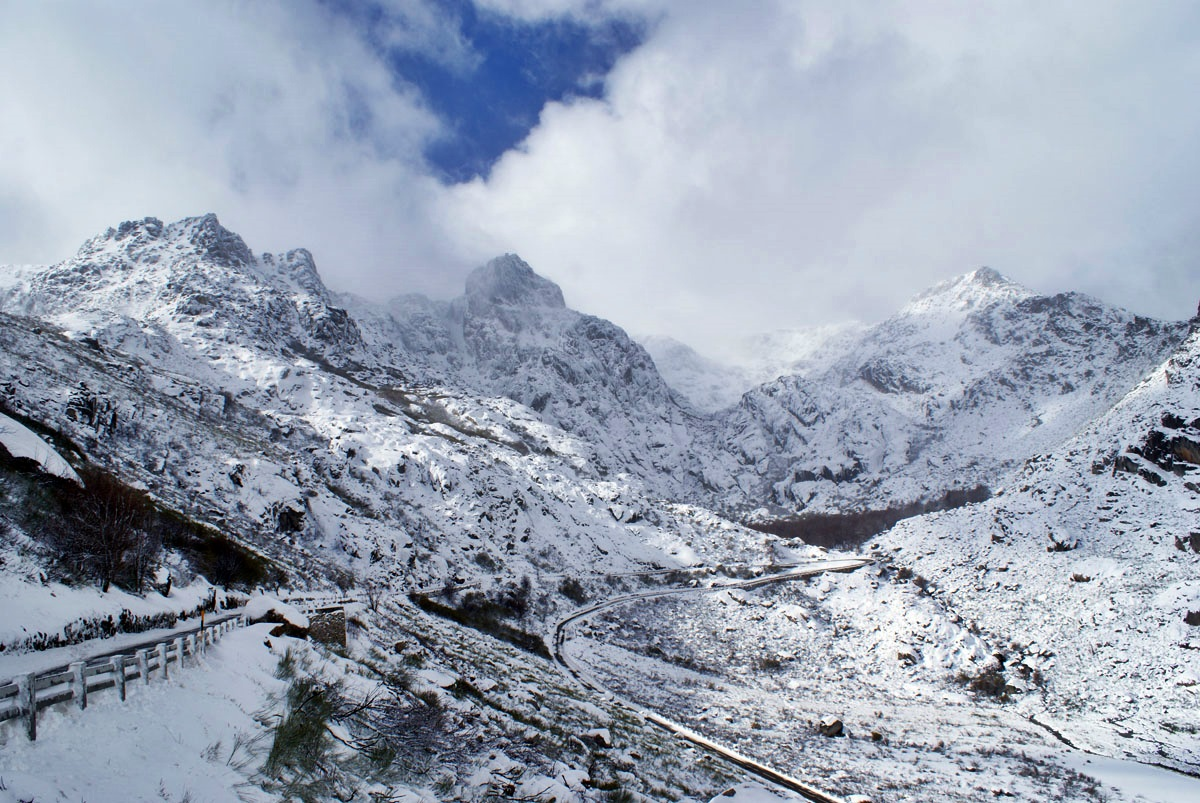
A Serra da Estrela coberta de neve.

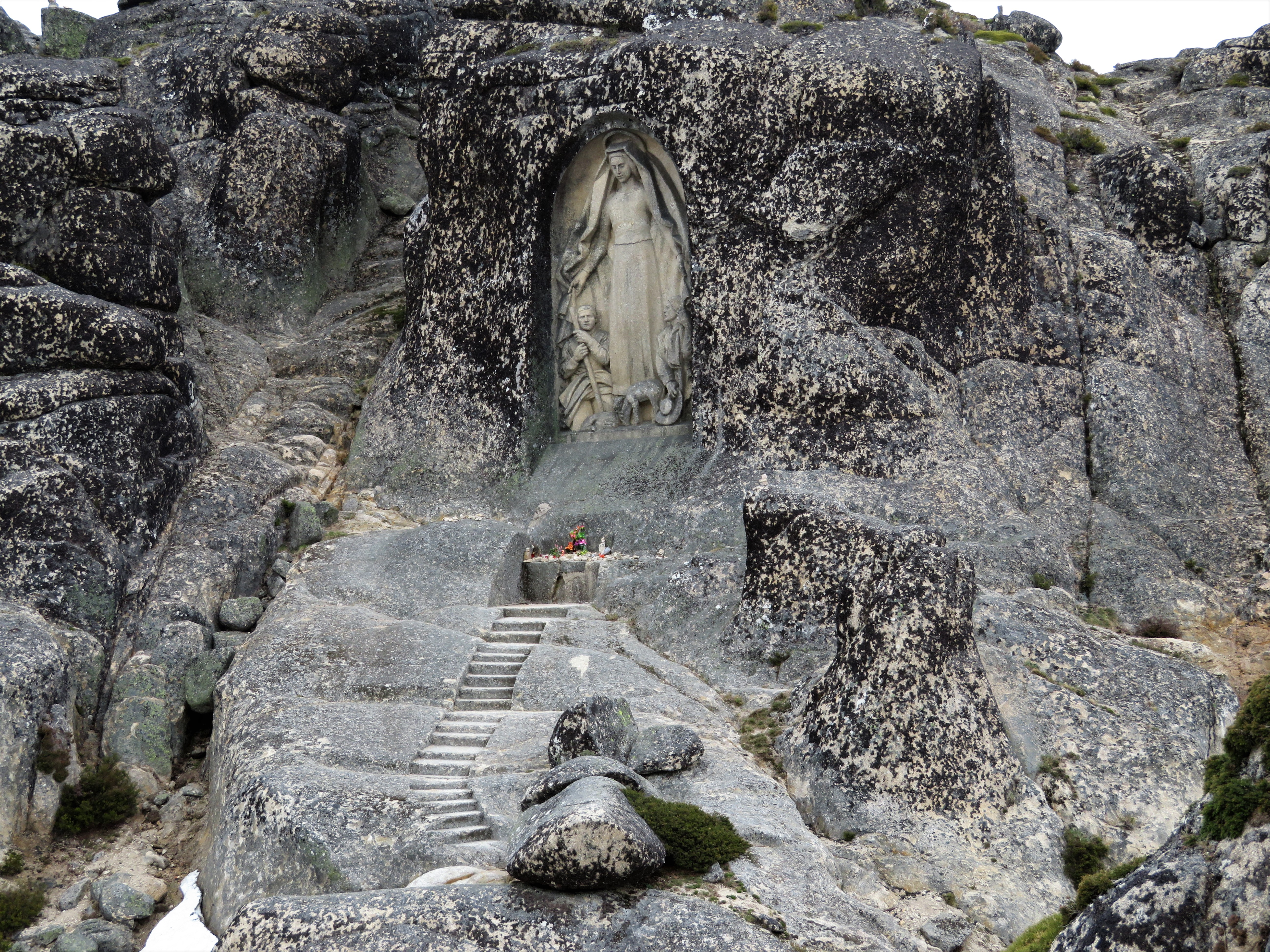
Escultura de Nossa Senhora da Boa Estrela esculpida na rocha granítica.

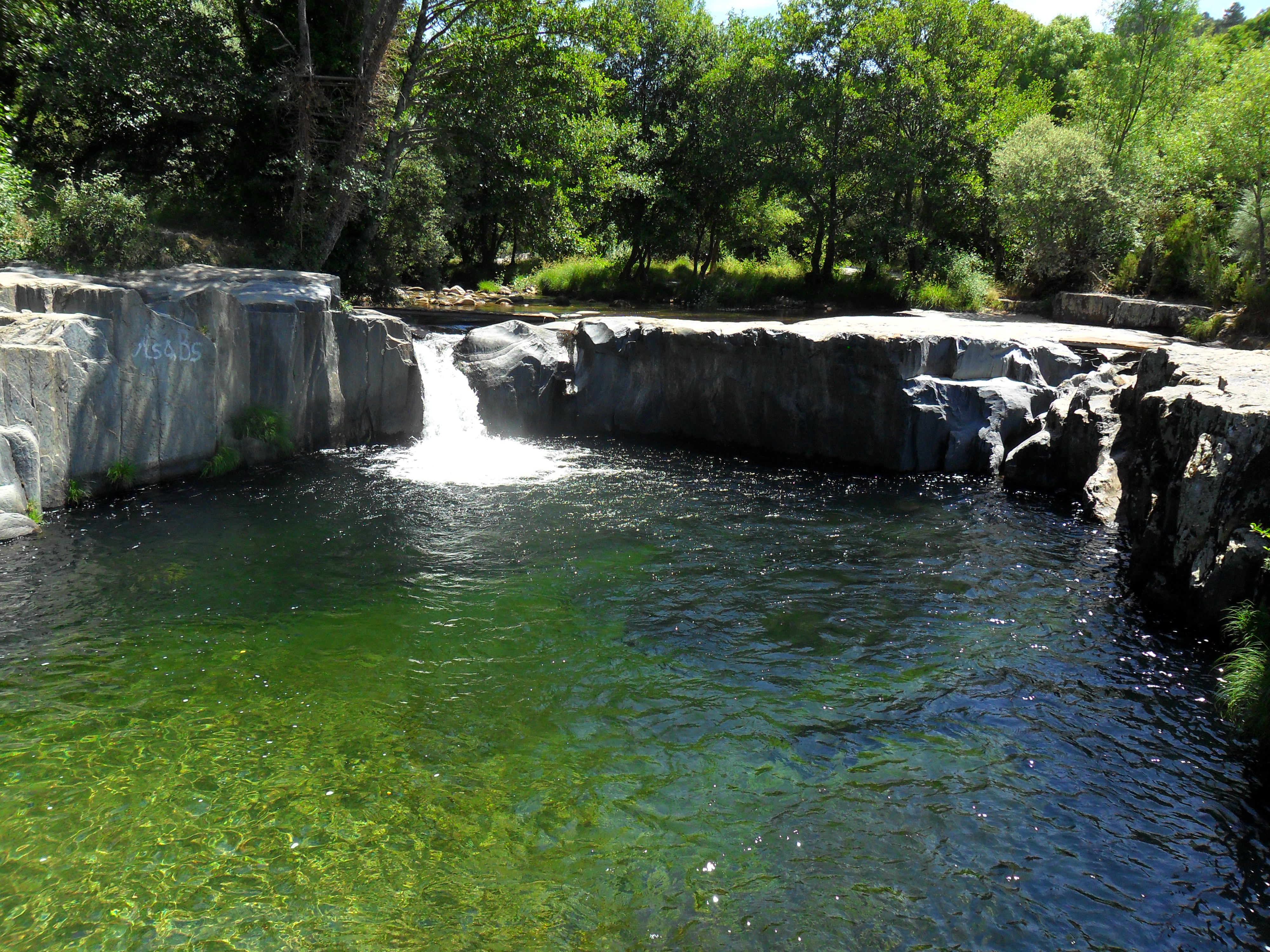
Piscina natural da Ribeira do Paul.

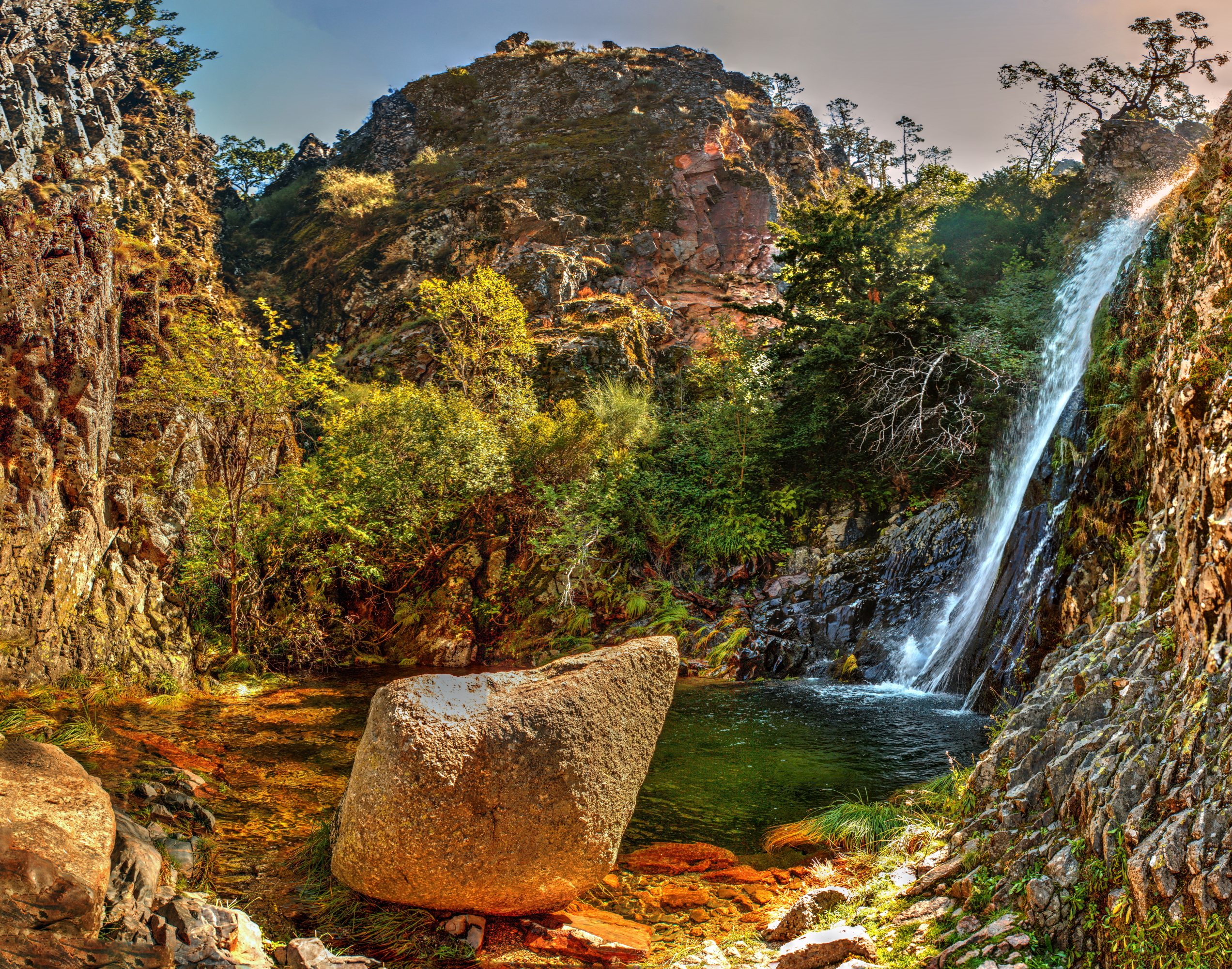
A cascata natural do Poço do Inferno.

Em relação ao turismo, a atração principal desta serra é a ocorrência abundante de neve durante o inverno. De entre os pontos mais visitados da Serra podemos destacar os seguintes locais:
- Vila de Loriga
- Praia Fluvial de Loriga
- Torre da Serra da Estrela
- Estância de Esqui Vodafone
- Monumento a Nossa Senhora da Boa Estrela
- Casais de Folgosinho
- Pista de Ski de Manteigas
- Covões (vales profundamente cavados, com aspetos majestosos):
  - Covão do Urso
  - Covão do Vidual
  - Covão Cimeiro
  - Covão do Homem
  - Covão da Mulher
  - Covão da Palha
  - Covão do Meio
  - Covão do Boi
  - Covão d'Ametade
- Cântaros:
  - Cântaro Raso (1898 metros)
  - Cântaro Magro (1927 metros)
  - Cântaro Gordo (1877 metros)
- Cabeça do Velho
- Cabeça da Velha
- Pedra do Urso
- Rosa Negra
- Antigo Sanatório
- Penhas da Saúde
- Penhas Douradas
- Povoação de Barriosa
- Povoação de Cabeça
- Povoação de Casal de Travancinha
- Vila de Manteigas
- Povoação de Sandomil
- Povoação de Folgosinho
- Povoação de Valezim
- Povoação de Pêro Soares
- Povoação de Vide
- Souto e praia fluvial de Lapa dos Dinheiros
- Caldeirão
- Vale Glaciar de Manteigas
- Poço do Inferno
- Praia Fluvial de Valhelhas
- Nascente do Mondego ou Mondeguinho
- Socalcos de Loriga
- Lagoas:
  - Lagoa Comprida (Serra da Estrela)
  - Lagoa do Vale do Rossim
  - Lagoa Redonda (Serra da Estrela)
  - Lagoa Escura
  - Lagoa do Urso

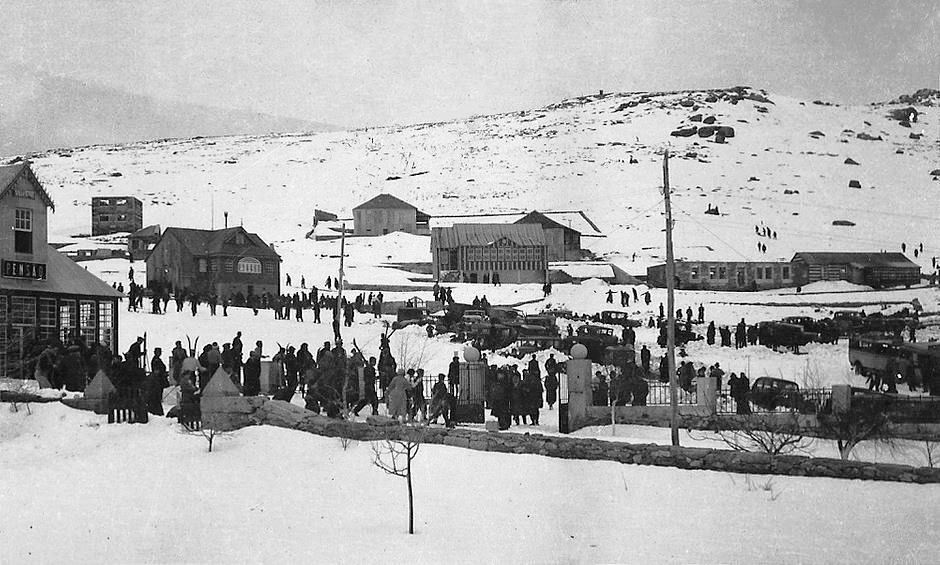
Serra da Estrela nos anos 30 do séc. XX.

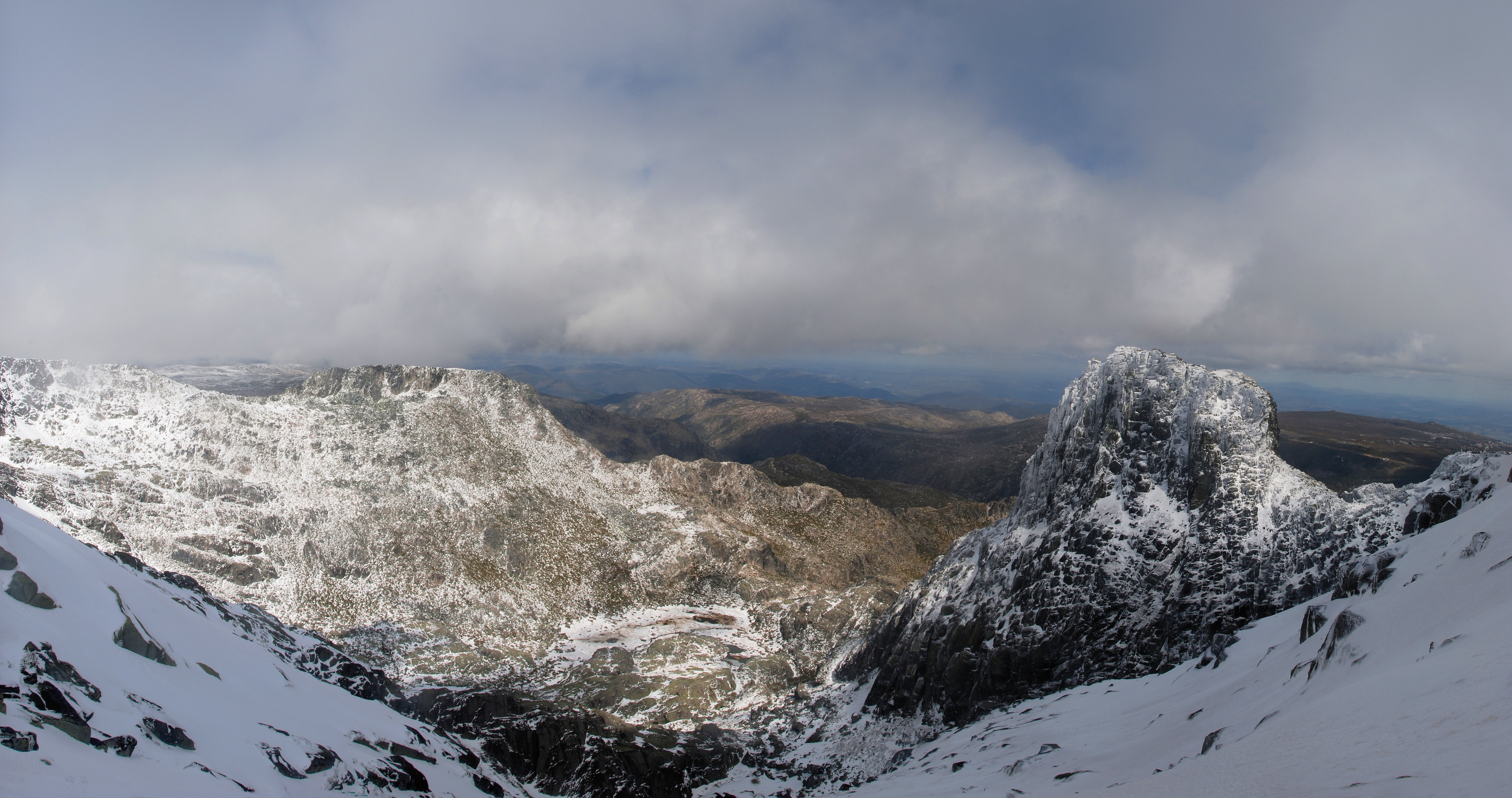
Cântaro Magro, um dos altos relevos da Serra da Estrela.

Para além destas localizações mais conhecidas é conveniente acrescentar que a serra se estende desde o sul de Seia até à zona sul de Celorico da Beira, num eixo orientado de SO-NE. Abrangendo por isso um território vastíssimo — sendo mesmo a maior área protegida de Portugal — abarcando um património natural e humanizado de extraordinária riqueza.
Embora o turismo se centre essencialmente nos municípios de Seia, Covilhã, Manteigas e Gouveia, a realidade é que esse território não constitui a totalidade do Parque Natural da Serra da Estrela.
As entidades locais encetaram diversos esforços para diversificar os destinos turísticos para lá da zona da Torre e da época de neve, sem no entanto obterem grande sucesso.
Os habitantes e conhecedores consideram mesmo que a Serra tem também uma beleza digna de nota nas demais épocas do ano — com especial destaque para o Outono — e para além do planalto da Torre, onde a paisagem desolada dos cervunais (comunidades herbáceas) pouco pode oferecer.
O verdadeiro conhecedor da Serra sabe que existem mais atractivos nas demais encostas e picos da serra e nas suas povoações típicas. Para usufruir das mesmas o turista deve despender de um pouco mais de tempo e de planificação prévia e possuir espírito de aventura.

## Altimetria das sedes de concelho da Serra (ordenadas por altitude média)
| Ranking | Sede de Concelho  | altitude mínima | altitude máxima | altitude média | Distrito  |
| ------- | ----------------- | --------------- | --------------- | -------------- | --------- |
| 1º      | Guarda            | 860 m           | 1056 m          | 960 m          | Guarda    |
| 2º      | Manteigas         | 680 m           | 900 m           | 790 m          | Guarda    |
| 3º      | Gouveia           | 650 m           | 750 m           | 700 m          | Guarda    |
| 4º      | Covilhã           | 400 m           | 814 m           | 600 m          | C. Branco |
| 5º      | Seia              | 400 m           | 650 m           | 525 m          | Guarda    |
| 6º      | Celorico da Beira | 450 m           | 550 m           | 505 m          | Guarda    |